# Rainis
Rainis   (Dunava, 30 d'agost de 1865 (Julià) - Jūrmala, 12 de setembre de 1929) pseudònim de Jānis Pliekšānsva ser un poeta, dramaturg i polític letó. Entre els seus treballs hi ha l'obra teatral Uguns 1 nakts (Foc i Nit, 1905) i Indulis 1 Arija. Va traduir igualment a la seva llengua el Faust de Goethe. Les seves obres han influït notablement a la literatura letona.

## Biografia
Rainis va néixer a la granja "Varslavāni", parròquia de Dunava al municipi de Jēkabpils. El seu pare, Krišjānis Pliekšāns (1828–1891), era un pagès. La seva mare era Dārta, de soltera Grikovska (1828–1899), i tenia dues germanes, Līze (1854–1897) i Dora (1870–1950). Durant la seva educació a l'Institut Estatal de Riga núm. 1 va conèixer i va fer amistat amb Pēteris Stučka, el futur marit de Dora Pliekšāne, que més tard esdevingué un destacat comunista letó.

### Carrera
Rainis va estudiar dret a la Universitat de Sant Petersburg, on va compartir habitació amb Pēteris Stučka.. Durant els seus anys d'estudi, dedicava les seves hores lliures a escriure poemes i obres satíriques, fer estudis sobre la música folklòrica del seu país i traduir literatura. Al costat del citat Stučka va publicar Mazie dunduri (Petits tàvecs), una col·lecció d'epigrames i poemes satírics.
Finalitzats els seus estudis va treballar als jutjats regionals de Vílnius. Fou redactor en cap del diari Dienas Lapa, emmarcat en el Nou corrent, i col·laborà en Tēvija. El 1891 es converteix en editor del primer, posició que ocupà fins a 1895. Per aquella època, Rainis va començar a simpatitzar amb les idees socialistes. Va contraure matrimoni amb Elza Pliekšāne, poeta i dramaturga letona més coneguda pel seu pseudònim, Aspazija.
L'any 1897 és arrestat i deportat a Pskov i posteriorment a Vyatka, a l'actual Oblast de Kírov. Va ser en aquest període en el qual Rainis va traduir Faust i altres obres populars de la literatura clàssica universal, així com la confecció del seu primer poemari.  Tales noskaņas zila vakarā (Llunyanes Sensacions en una Tarda Malenconiosa).
Rainis participà en la Revolució de 1905 al seu país, però el fracàs va forçar-lo a exiliar-se amb la seva dona a Suïssa. Allà va escriure algunes obres teatrals: Zelta Zirg (El Cavall Daurat), Jāzeps un Viña brāļi (Josep i els seus germans) i Daugav, a més d'altres poemaris com Klusā grāmata (El Llibre Silenciós), Veja nesta lapa (Fulles al Vent), Tie, kas neaizmirst (Aquests, els que no obliden), Gals 1 sākums (El Final i el Principi), entre d'altres.
El matrimoni retornà a Letònia la primavera de 1920, on Rainis participava activament en la vida política com a membre del Comitè Central del Partit Social Demòcrata dels Treballadors. Igualment va ser director del Teatre Nacional letó de 1921 a 1925 i ministre d'Educació des del desembre de 1926 fins al gener de 1928. En aquest període va escriure Ilya Muromet, Mila stiprāka parell Navi (Un Amor més fort que la Mort), Rīgas Ragana (La Bruixa de Riga), etc.
Els seus desitjos d'esdevenir president de Letònia no es van fer realitat, fet que el va empènyer a retirar-se gradualment de la vida pública. Durant els anys 20 el seu nom va sonar en alguna ocasió com a candidat al Premi Nobel de Literatura. No rebre'l va suposar igualment una frustració personal atès el gran anhel que tenia per aconseguir-ho.
Va morir a Jūrmala el 1929.